# Evlija Čelebi
Evlija Čelebi (tur.: Evliya Çelebi; Istanbul, 25. ožujka, 1611. – Istanbul, oko 1682.), bio je osmanski putopisac i diplomat.

## Životopis
Evlija Čelebi, ili kako on sam sebe naziva Evlija Muhamed Zilli sin Dervišev, (sejjahi alem) poduzeo je u razdoblju između 1631. i 1670. godine više velikih putovanja po tadašnjem Osmanskom carstvu i izvan njega, a sudjelovao je i u ratovima na Kreti, u Hrvatskoj, Mađarskoj, Austriji i drugdje pod sultanima Muratom IV., Ibrahimom I. i Mehmedom IV. Studirao je teologiju, a od 1636. godine u službi je sultana Murata IV.

## Čelebijev putopis
O svojim opažanjima i doživljajima u miru i ratu napisao je opsežno djelo u deset knjiga pod imenom Sejahatnama (hr.: Putopis Evlije Čelebija) ili Tarihi sejjah.

## Vanjske poveznice
- (engl.) Projekt "Evliya Chelebi and Croats. New Perspectives"  Arhivirana inačica izvorne stranice od 28. kolovoza 2016. (Wayback Machine)
- Fehim Spaho, Hrvati u putopisu Evlije Ćelebije, hercegbosna.org